# Интегрированные бизнес-группы
Интегрированные бизнес-группы (ИБГ) — межфирменные объединения промышленных и финансовых организаций, основанные на формальных юридически закрепленных и/или неимущественных аффилированных отношениях и созданные в целях реализации экономических, политических и иных внеэкономических интересов его собственников.

## История
В отечественной экономической науке представлено несколько подходов к пониманию ИБГ. Впервые понятие «ИБГ» было использовано коллективом экономистов (С. Авдашева, В. Дементьев, Я. Паппэ) в 2000 г., которые определили «ИБГ» как «совокупность экономических агентов, действующих, как правило, в разных отраслях или секторах, которая обладает следующими признаками: некоторые экономические агенты являются коммерческими организациями; между экономическими агентами существуют регулярные взаимосвязи, более тесные, чем просто рыночные (от наличия у всех предприятий единого собственника до простой координации ценовой, маркетинговой или технической политики), то есть данная совокупность в некоторых существенных экономических или управленческих аспектах постоянно или периодически выступает как единое целое; есть некоторый центр принятия ключевых решений, обязательных для всех». А. Н. Нестеренко предложил определение «ИБГ» как «совокупности коммерческих организаций, между которыми поддерживаются регулярные нерыночные взаимосвязи», отметив, что «главная особенность ИБГ — это наличие устойчивых, но неформальных, юридически незакрепленных и непрозрачных отношений». В литературе также представлено определении «ИБГ» как синонима понятия «финансово-промышленная группа» (ФПГ). ИБГ — это «совокупность юридических лиц, действующих как основное и дочернее общество либо полностью или частично объединивших свои материальные и нематериальные активы (система участия) в целях технологической или экономической интеграции для реализации инвестиционных и иных проектов и программ, направленных на повышение конкурентоспособности и расширение рынков сбыта товаров и услуг, повышение эффективности производства, создание новых рабочих мест».